# Abigail (Album)
Abigail ist der Titel des zweiten Studioalbums von King Diamond. Es handelt sich um ein Konzeptalbum über die fiktive Figur Abigail LaFey.

## Entstehung und Rezeption
Abigail ist nach Fatal Portrait das zweite Album von King Diamond nach Beginn seiner Solokarriere. Es wurde 1987 auf dem Roadrunner-Label veröffentlicht und leitete eine ganze Reihe von Konzeptalben des Sängers ein, die jeweils eine fiktive Horrorgeschichte darbieten. Im Online-Magazin Metal.de urteilt Johannes Werner in seiner Retrospektive, „… dass Abigail als Gesamtwerk eine dieser perfekten Verbindungen von Text und Musik ist“. Die Rezensionen waren auch begeistert von dem stimmigen Gesamtkunstwerk, wo Musik, konzeptioneller Inhalt und auch das Cover-Artwork sehr gut zusammenpassen, wie es im Heavy Metal bis zu dieser Zeit nur selten der Fall war. In der Retrospektive auf metal.de wird hierzu geurteilt: „So ein rundes Werk, bei dem jeder Ton, jedes gesungene Wort und jeder verdammte Pinselstrich auf dem Louvre-würdigen Artwork stimmt, ist in der gesamten Heavy-Metal-Geschichte nicht alltäglich.“
Das Cover wurde auf Platz 10 unter die besten Cover in der Roadrunner-Records-Geschichte gewählt.
Das Album erreichte Platz 39 in den schwedischen Charts. In den Billboard-Charts der USA erreichte das Album Platz 123 und hielt sich insgesamt 13 Wochen in den Charts.

## Stil
Abigail setzt sich neben dem hörspielartigen Intro aus acht Songs zusammen, die die jeweilige Stimmung der Texte wiedergeben sollen. Die Grundlage hierfür ist klassischer Heavy Metal mit hohem Melodieanteil, allerdings sind die Songs komplexer und variantenreicher, als es in diesem Genre zu dieser Zeit üblich war. Die Retrospektive im Online-Magazin metal.de betont die Gesamtwirkung, wie Musik und textlicher Inhalt perfekt harmonieren. Als besonders gelungen wird die Integration von Mikkey Dee an den Drums und Andy LaRocque an der Gitarre betont. Beide Musiker wurden – zur damaligen Zeit noch weitgehend unbekannt – für das King-Diamond-Debütalbum Fatal Portrait engagiert und legten bei King Diamond den Grundstein für ihre folgende Karriere. In Rezensionen wird das Talent der beiden gelobt, welches sie auf Abigail in den anspruchsvollen Titeln unter Beweis stellen können. So durfte LaRocqe mit dem Titel A Mansion in Darkness seine ersten Songwriting-Credits einbringen, die von Rezensenten sehr lobend in den Vordergrund gerückt wurden. Auch Götz Kühnemund vom Rock Hard Magazin urteilte im Erscheinungsjahr, dass „… der King mit Gitarrist Andy La Rocque und Drummer Mikkey Dee zwei junge Talente ausgegraben [hatte], die auf „Abigail“ deutlich stärkeren Einfluss hatten als auf Fatal Portrait.“

## Geschichte
Funeral (Intro): In einer Rückblende vom 7. Juli 1777 erfährt man in der wörtlichen Rede von dem totgeborenen Mädchen Abigail LaFey, welches mit sieben silbernen Nägeln in ihrem Sarg fixiert werden soll, damit sie nie mehr aufstehen und Unheil anrichten kann.
Arrival: Im späteren Jahr 1845 reisen Jonathan LaFey und Miriam Natias durch eine finstere Gegend zu einem Haus auf einem Hügel, welches von der örtlichen Bevölkerung gemieden wird. Vor dem Haus treffen sie auf sieben Reiter. Die Reiter wissen, dass Jonathan und Miriam das Haus als Erbe beanspruchen, raten aber eindringlich, sofort den Rückweg anzutreten, bevor die Dunkelheit ihren finstersten Moment erreicht. Sie schließen mit der mysteriösen Warnung, dass ansonsten „18 = 9 sein wird“, wenn sie diesen Rat nicht befolgen. Jonathan glaubt ihnen kein Wort und die Reiter verschwinden.
A Mansion in Darkness: Die Finsternis ist hereingebrochen. Jonathan und Miriam verbringen den ganzen Abend damit, mit Kerzen die Zimmer zu erleuchten. Innen ist alles unverändert, wie das Haus einst verlassen wurde. Lediglich die Ratten und der Staub der Jahre zeigen, dass es schon lange unbewohnt war. Als die Kerzen erlöschen, gehen Jonathan und Miriam schlafen.
The Family Ghost: Jonathan wacht im Schlafzimmer auf, welches trotz des Feuers eiskalt ist. Er hat eine Geistererscheinung. Der Geist stellt sich als der Count LaFey vor und bittet Jonathan, ihm in die Gruft zu folgen, wo Abigail seit dem 7. Juli 1777 in ihrem Sarg liegt. Der Geist erzählt Jonathan, dass Abigails Geist schon von Miriam Besitz ergriffen hätte. Um zu verhindern, dass das Böse wieder zum Leben erwacht, müsse Jonathan seine Frau töten.
The 7th Day of July 1777: Ein weiterer Rückblick auf das Jahr 1777 erzählt die Geschichte des Count LaFey. Dieser hatte entdeckt, dass seine Frau ihn betrogen hatte und das Kind – Abigail – welches sie austrug, nicht von ihm stammte. An diesem Tag beschloss er, seine Frau umzubringen. Er stieß sie eine Treppe herunter, woraufhin sich die Countess das Genick brach. Abigail kam als Totgeburt zur Welt. LaFey verfluchte sie, sie müsse als Bastard für immer in Schande ruhen und für alle Zeiten mumifiziert werden.
Omens: Wieder in 1845 häufen sich unheilvolle Zeichen. Kirchenglocken läuten, Pflanzen sterben, und im Haus von Jonathan und Miriam macht sich überall ein Gestank breit. Zusätzlich findet sich am Tisch ein drittes Gedeck und eine Kinderkrippe schaukelt, die aber niemand hineingebracht hatte.
The Possession: Miriam ist schwanger und nimmt stündlich zu. Jonathan erkennt, dass die ganze Schwangerschaft innerhalb eines Tages ablaufen wird. Er erinnert sich an die Worte des Geistes. Miriam ist von Abigail besessen und wird von ihr von innen lebendig aufgefressen.
Abigail: Jonathan spricht zu Abigail, welche in Miriam die Kontrolle übernommen hat. Er droht ihr einen Exorzismus an und will mit einem Priester Miriams Seele retten. Zwischendurch gewinnt kurz Miriam selbst die Kontrolle und teilt Jonathan mit, dass es keine Rettung mehr gibt. Sie erinnert ihn an die Treppe und sagt ihm, dass dies der einzige Weg sei. Jonathan gibt zum Schein auf und fordert Abigail auf, ihm in die Gruft zu folgen, damit sie dort wiedergeboren werden könne, wo sie gestorben war.
Black Horsemen: In einem Moment der Unachtsamkeit wird Jonathan am Fuße der Treppe selbst von Miriam/Abigail hinuntergestoßen. In dieser Neumondnacht bereitet sich Abigail auf ihre Wiedergeburt vor. Miriam stirbt dabei. Die sieben Reiter tauchen wieder auf, die Jonathan und Miriam schon bei der Ankunft gewarnt hatten, dass 18 zur 9 würde. Diese waren einst Diener des Count LaFey und erfüllen weiter den Auftrag, die Welt vor Abigail zu bewahren. Sie finden die wiedergeborene Abigail im Sarg, während sie noch frisst. Sie beschließen, sie in eine Kapelle im Wald zu bringen und das Ritual von 1777 zu wiederholen und damit auch die wiedergeborene Abigail wieder an ihren Sarg zu fesseln.

## Numerologie
In der Geschichte des Albums spielt Numerologie eine große Rolle. Es handelt sich hierbei um die Ziffern 7 und 9.
- Das Datum The 7th Day of July 1777 (7.7.1777) beinhaltet fünfmal die Ziffer 7.
- Es gibt sieben Reiter.
- Abigail wird mit sieben Nägeln im Sarg fixiert.
- Wenn man die Ziffern des Datums zusammenzählt (7 + 7 + 1 + 7 + 7 + 7) erhält man 36. Die einzelnen Ziffern addiert (3 + 6) ergeben 9.
- Das Jahr, in welchem Jonathan und Miriam vom Geist heimgesucht werden, ist 1845. Auch hier ergibt sowohl das Jahrhundert in der Ziffernsumme (1 + 8) 9, als auch das restliche Jahr selbst (4 + 5 = 9).
- Miriam ist 18 Jahre alt, Jonathan ist 27. Auch hier ergeben die Summen der Ziffern jeweils 9.
- Die Reiter drohen, wenn Jonathan und Miriam sich nicht vom Haus fernhalten: „18 will be 9“. Dies steht nicht nur für die 9 Monate Schwangerschaft, die Miriam im Alter von 18 in einem einzigen Tag durchleben wird, sondern auch hier gilt die Summenformel 1 + 8 = 9.
- Das Album besitzt inklusive des Intros neun Titel.

## Trivia
- King Diamond entwickelte den Großteil der Geschichte in einer Nacht, als er während eines Sturms und Gewitters nicht schlafen konnte.[6]
- Ein Mädchen namens Abigail, welches am 7. Juli 1777 tot geboren wurde, gab es wirklich. King Diamond bekam eines Tages ein Foto des Grabsteins zugeschickt, auf dem diese Daten vermerkt waren. King Diamond fand dies so spannend, dass er den Namen und das Datum für seine Geschichte übernahm. Der originale Grabstein befindet sich, so vermutet der Sänger, in Seattle.[6]
- Das Album ist King Diamonds Vater gewidmet, der während der Aufnahmen starb.[7] Auf dem Album befindet sich daher die Widmung „‘This album is dedicated to the memory of the bravest and noblest man I have ever known, my father R.I.P. until we meet again.’ – King“
- 2002 erschien eine ursprünglich nicht geplante Fortsetzung der Geschichte auf dem Album Abigail II. In diesem verlässt die wiedergeborene Abigail im Alter von 18 Jahren wieder die Kapelle im Wald und begibt sich zurück zum Haus. Auf der Suche nach ihrer Mutter, an die sie sich nicht erinnern kann, trifft sie auf Jonathan, der seit dem Sturz 1845 Rollstuhlfahrer ist. Sie tötet Jonathan, brennt das Haus mit all seinen Geistern nieder und trifft in der Gruft auf die Leiche der Ur-Abigail, welche am 7. Juli 1777 von den sieben Reitern mit Nägeln im Sarg fixiert wurde.